# Chariva
Chariva (Hilversum, 25 januari 1984) is een Nederlandse schrijfster. Ze woont in Amsterdam.
In 2015 debuteerde ze met Sinterklaas voor grote kinderen. In 2016 won ze met dit boek de Hotze de Roosprijs, een prijs die jaarlijks aan de beste debuterende kinderboekenschrijver wordt uitgereikt. Schoolkinderen uit Zaandam kunnen hiervoor hun stem uitbrengen.
Hierna verschenen verschillende andere boeken van Chariva's hand, waaronder de 'Lijfgids' en 'De Club van Ons'.
- Nederlandse Thesaurus van Auteursnamen: 399548262
- Virtual International Authority File: 129147266570735480467
- WorldCat: E39PBJhmFW4hyRqtgjwWkqkxDq